# Luigi Bisi
Pour les articles homonymes, voir Bisi.
Luigi Bisi (Milan, 10 mai 1814 – Milan, 11 septembre 1886) est un peintre, dessinateur et architecte italien, actif au XIXe siècle.

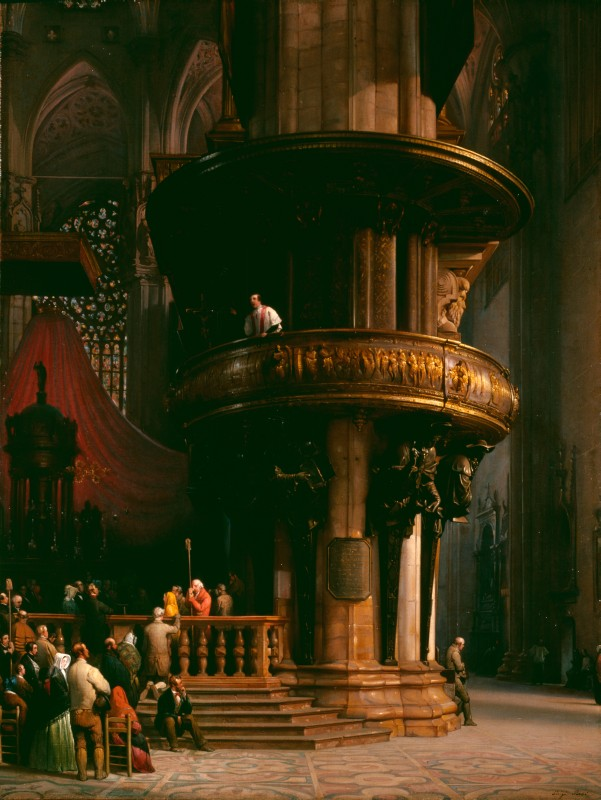
Predica nel Duomo di Milano, 1837 (Fondazione Cariplo)

## Biographie
Luigi Bisi est un peintre issu de la famille Bisi une famille d'artistes originaire de Gênes et qui s'est transférée à Milan dans les premières années de l'Ottocento. Il s'adonne donc à la peinture dans le cadre familial et très jeune il entre à l’Académie des beaux-arts de Brera en 1825 où il étudie la peinture auprès de Gaetano Durelli.
À partir de 1831 il prend part en tant qu'exposant, pour plus de cinquante ans à l'exposition annuelle de Brera.
Il se consacre à la peinture en perspective, la quadratura déjà promue par Giovanni Migliara, et se spécialise aux vedute d'architecture et à la décoration des intérieurs de grands édifices et d'églises repondant aux sollicitations de la bourgeoisie et aristicratie milanaise.
À la différence de Migliara, qui avait peint des architectures et intérieurs d'invention, Bisi peint les monuments, fidèle aux documents de référence.
En 1838 il commence la décoration de l'intérieur du Duomo di Milano d'après une commande de l'empereur Ferdinand Ier d'Autriche pour son couronnement en tant que roi du Royaume lombardo-vénitien. Le travail sera achevé en 1840 et sera exposé à Vienne dans la galerie du Belvedere jusqu'en 1929, quand à la suite de la chute de la dynastie habsbourgeoise, il sera vendu aux enchères 
En 1842 il collabore avec des gravures à la nouvelle édition des « I promessi sposi ».
Luigi Bisi est membre de la Commissione d'Ornato (1837 - 1858), en 1851 il succède à Francesco Durelli à la chaire de l'enseignement de la Perspective à l'Académie des beaux-arts de Brera, charge qu'il gardera jusqu'à sa mort.
En 1880 il est nommé président de l'Accademia, se consacrant au rangement et classement des peintures de la pinacothèque.

## Œuvres
- Predica nel Duomo di Milano (1837)
- Interno del Duomo di Milano (1840)
- Il Battistero di Gravedona (1857)
- L’interno di Orsanmichele (1869)
- Il quadriportico di Sant'Ambrogio